# Everton Football Club (femminile)
L'Everton Football Club, meglio noto come Everton o Everton Women, è una squadra di calcio femminile inglese con sede nella città di Liverpool. A livello societario la squadra, che milita nella Women's Super League, massima serie del campionato inglese, è una sezione dell'omonimo club.

## Storia
La squadra è stata ufficialmente fondata nel 1983 come Hoylake Women's Football Club. In seguito la squadra si è fusa con quella dei Dolphins YC per creare la squadra del Leasowe, che aggiunse Pacific nel titolo per ragioni di sponsorizzazione. Nella stagione 1987-88 la squadra si è fatta luce vincendo il campionato di North West League e raggiungendo la finale dell'edizione 1988 della FA Women's Cup, perdendo l'incontro contro il Doncaster Belles per 1-3. L'anno dopo ha nuovamente raggiunto la finale, ma questa volta ha vinto il trofeo, sconfiggendo per 3-2 il Friends of Fulham. Dalla stagione 1991-92 la squadra ha vinto il proprio campionato regionale per cinque volte consecutive. A seguito della riforma del campionato inglese e della sua espansione, nella nuova stagione venne inserita nella Division One North, vincendola, accedendo quindi alla FA Women's Premier League National Division.
Dal 1995 il club assunse la nuova designazione di Everton Ladies, continuando a essere protagonista nei campionati che seguirono. Nel 1997 raggiunse la finale di Premier League Cup, battuta nell'ultimo incontro dal Millwall Lionesses per 1-2. L'anno seguente, tuttavia, l'Everton Ladies riuscì a conquistare il primo posto nella stagione 1997-98 di Premier League, successo che rimarrà il più prestigioso nella storia sportiva della squadra.
Nel 1999 arrivò nuovamente in finale della League Cup ma dovette arrendersi alle avversarie dell'Arsenal che vinsero l'incontro per 3-1, così come avvenne nel 2005, con la finale persa per 0-1 contro il Charlton Athletic, grazie alla rete siglata al 58' da Eniola Aluko. L'Everton trovò il suo riscatto sportivo nei confronti del Charlton Athletic quando, due stagioni più tardi, lo sorpassò nella classifica di Premier League conquistando il secondo posto che garantì alle Toffees l'accesso per la prima volta alla UEFA Women's Cup, assieme alle campionesse dell'Arsenal. Nel 2008 l'Everton riuscì a conquistare la FA Women's Premier League Cup battendo l'Arsenal, detentore del titolo, nella finale vinta per 1-0 grazie alla rete siglata da Amy Kane al 7'.

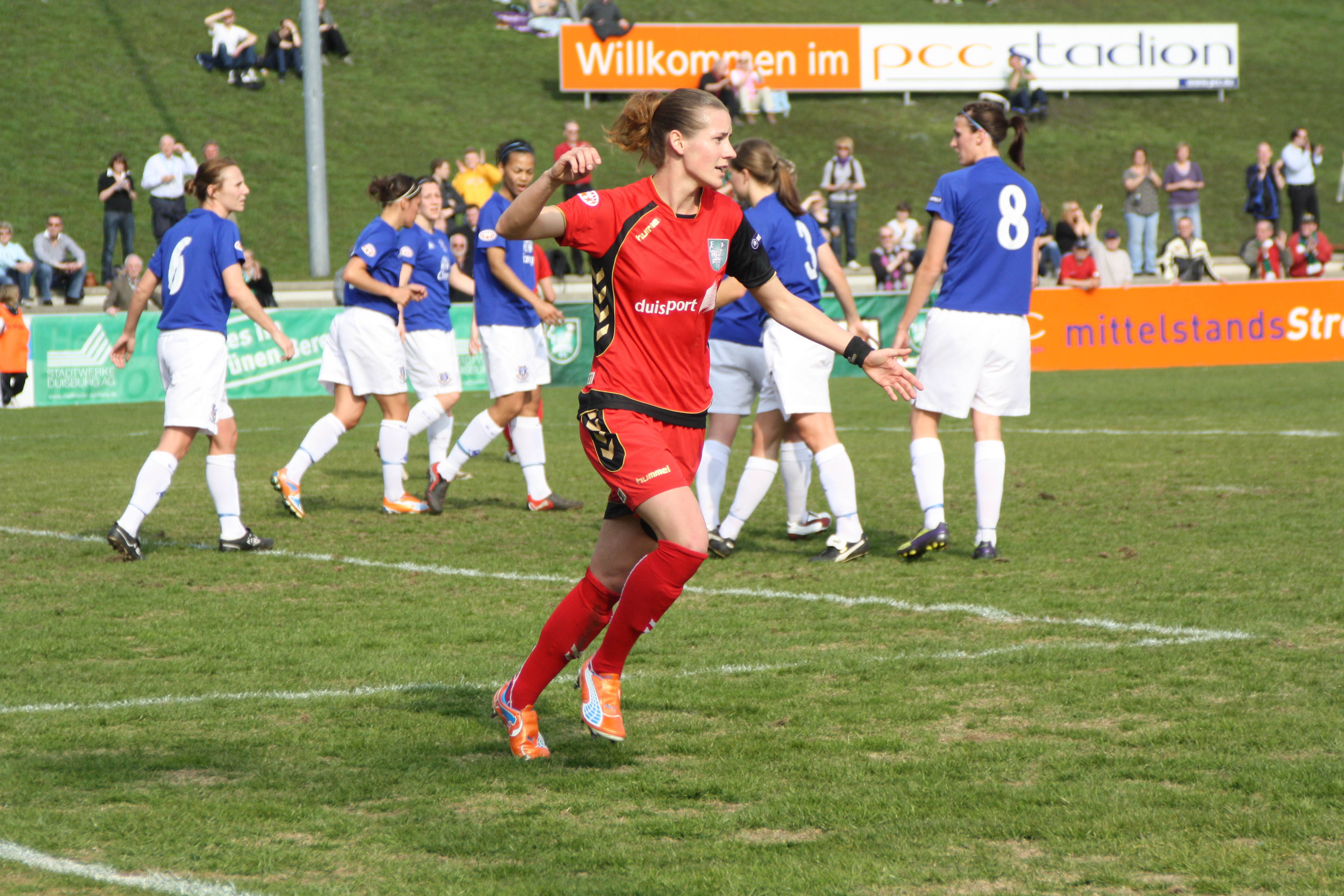
Laudehr del FCR 2001 Duisburg segna contro l'Everton nell'edizione 2010-2011 della UEFA Women's Champions League.

Al debutto in UEFA Women's Cup per l'edizione 2007-08, le Toffees furono inserite nel Gruppo A1 della prima fase a gironi, minitorneo a quattro squadre che si disputò a Šiauliai e a Pakruojis, in Lituania. L'Everton disputò la sua prima partita contro le lituane del Gintra Universitetas, incontro giocato il 9 agosto 2007 e vinto dalle inglesi per 4-0. In quella fase si classificò al primo posto, davanti al Gintra Universitetas, alle nordirlandesi del Glentoran Belfast Utd e alle svizzere del Zuchwil 05, siglando 20 reti e non subendone alcuna. Passata alla fase successiva e inserita nel Gruppo B1 per la seconda fase a gironi, si piazzò nuovamente al primo posto battendo le kazake dell'Alma-KTZh per 4-0, le austriache del Neulengbach con un netto 7-0 e pareggiando con le italiane del Bardolino Verona per 3-3. Conquistato l'accesso ai quarti di finale la sua corsa venne interrotta dalle francesi dell'Olympique Lione che infransero le speranze della partita di andata, conclusasi a reti inviolate, con il 3-2 del ritorno.

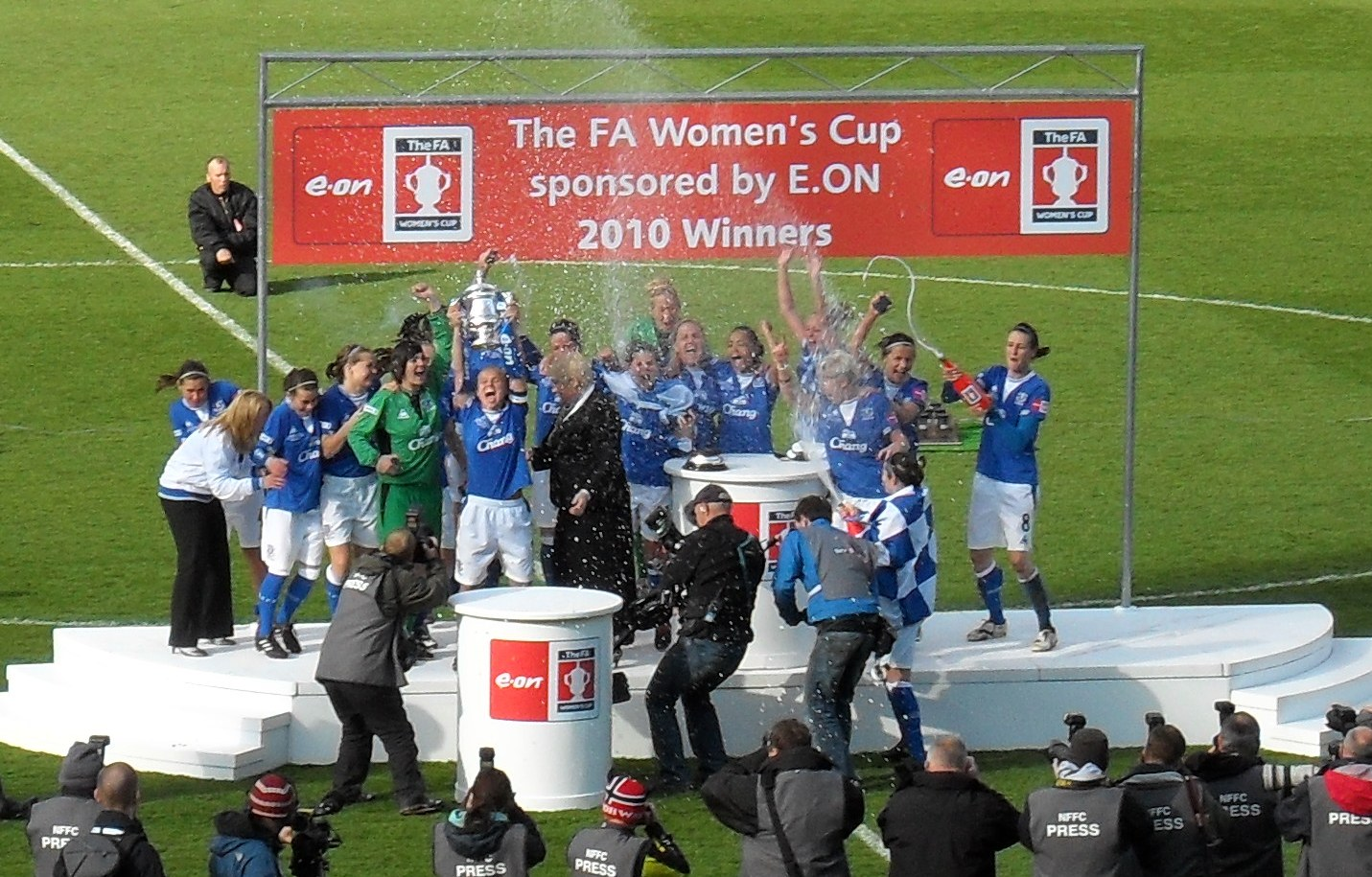
Festeggiamenti per la vittoria della FA Women's Cup 2010.

Il 10 maggio 2009, all'Everton serviva solamente un pareggio contro l'Arsenal nell'ultima partita del campionato per vincere la sua seconda Premier League, ma la sconfitta per 1-0 la relegò al secondo posto dietro le londinesi. Nonostante il secondo posto l'Everton guadagnò l'accesso alla neo-costituita UEFA Women's Champions League, per la quale l'Inghilterra aveva la possibilità di iscrivere due squadre. In base al nuovo formato della competizione, l'Everton fu sorteggiato nel Gruppo G della fase di qualificazione, assieme alle norvegesi del Team Strømmen, alle estoni del Levadia Tallinn e alle croate dell'Osijek. L'Everton vinse tutte e tre le partite disputate a Osijek, guadagnando l'accesso ai trentaduesimi di finale, dove il sorteggio lo contrappose alle norvegesi del Røa. La vittoria per 2-0 nella gara di ritorno non fu sufficiente per ribaltare il 3-0 subito nella partita di andata, sancendo così l'eliminazione dell'Everton dalla competizione. il 3 maggio 2010 l'Everton sconfisse l'Arsenal per 3–2, vincendo la sua seconda FA Women's Cup, grazie a una rete di Natasha Dowie nel corso dei tempi supplementari.
Grazie al secondo posto in campionato conquistato nella stagione precedente, l'Everton partecipò alla Champions League 2010-2011, partendo ancora dalla fase di qualificazione, superata molto agevolmente. Avanzò nella fase ad eliminazione diretta eliminando prima l'MTK Budapest e poi il Brøndby, accedendo ai quarti di finale, dove si fermò sconfitto nel doppio confronto dal FCR 2001 Duisburg.
L'Everton è stato una delle otto squadre fondatrici della FA Women's Super League nel marzo 2011. Nel 2014, dopo aver giocato per 21 stagioni consecutive nei campionati di vertice inglesi, l'Everton concluse la stagione all'ultimo posto e venne retrocessa per la prima volta nella sua storia sportiva in FA WSL 2, secondo livello del campionato inglese.
Dopo la retrocessione in FA WSL 2 patita al termine della stagione 2014, l'Everton ha vinto il campionato di FA WSL 2 nell'edizione primaverile 2017 di transizione, guadagnando l'accesso alla FA WSL 1 per la stagione 2017-2018 colmando il vuoto lasciando dal ritiro del Notts County.
Nel 2019 il club ha rimosso il Ladies dalla denominazione ufficiale, passando a usare Women solo per differenziare la squadra da quella maschile quando necessario.

## Palmarès

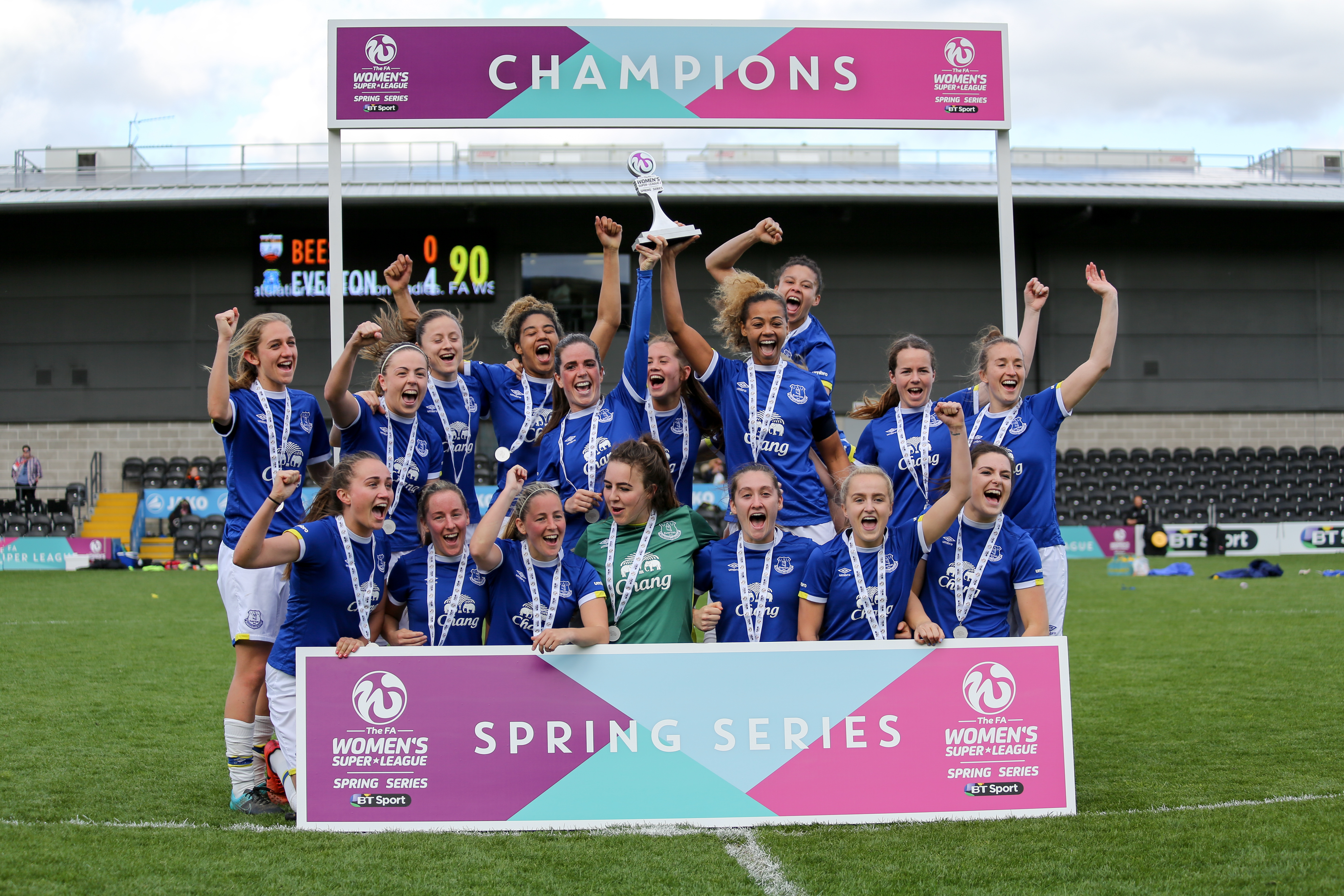
Le calciatrici dell'Everton festeggiano la vittoria della WSL 2 Spring Series nel 2017.

### Competizioni nazionali
- FA Women's Premier League National Division: 1

1997-1998
- Women's FA Cup: 2

1988-1989 (come Leasowe Pacific), 2009-2010
- FA Women's Premier League Cup: 1

2007-2008
- Women's Championship: 1

2017

### Competizioni regionali
- Liverpool County FA Cup: 3

2006, 2007, 2008

### Altri piazzamenti
- Women's FA Cup:

Finalista: 2005, 2014

## Organico

### Rosa 2024-2025
Rosa, ruoli e numeri di maglia, aggiornati al 2 febbraio 2025.
| N. |                        | Ruolo | Calciatrice           |
| -- | ---------------------- | ----- | --------------------- |
| 1  | Irlanda (bandiera)     | P     | Courtney Brosnan      |
| 3  | Norvegia (bandiera)    | D     | Maren Mjelde          |
| 5  | Spagna (bandiera)      | D     | Martina Fernández     |
| 6  | Giappone (bandiera)    | C     | Honoka Hayashi        |
| 7  | Australia (bandiera)   | C     | Clare Wheeler         |
| 8  | Belgio (bandiera)      | C     | Justine Vanhaevermaet |
| 9  | Nigeria (bandiera)     | A     | Toni Payne            |
| 10 | Spagna (bandiera)      | A     | Inmaculada Gabarro    |
| 12 | Inghilterra (bandiera) | P     | Emily Ramsey          |
| 14 | Inghilterra (bandiera) | A     | Melissa Lawley        |
| 15 | Francia (bandiera)     | A     | Louna Ribadeira       |
| 16 | Galles (bandiera)      | C     | Hayley Ladd           |
| 17 | Scozia (bandiera)      | D     | Lucy Hope             |
| 18 | Scozia (bandiera)      | C     | Emma Watson           |

| N. |                        | Ruolo | Calciatrice               |
| -- | ---------------------- | ----- | ------------------------- |
| 19 | Irlanda (bandiera)     | D     | Heather Payne             |
| 20 | Inghilterra (bandiera) | D     | Megan Finnigan (capitano) |
| 21 | Grecia (bandiera)      | A     | Veatriki Sarri            |
| 22 | Italia (bandiera)      | C     | Aurora Galli              |
| 23 | Danimarca (bandiera)   | D     | Sara Holmgaard            |
| 24 | Scozia (bandiera)      | D     | Kenzie Weir               |
| 25 | Paesi Bassi (bandiera) | A     | Katja Snoeijs             |
| 26 | Danimarca (bandiera)   | A     | Rikke Marie Madsen        |
| 27 | Norvegia (bandiera)    | D     | Elise Stenevik            |
| 28 | Danimarca (bandiera)   | C     | Karen Holmgaard           |
| 29 | Francia (bandiera)     | A     | Kelly Gago                |
| 42 | Inghilterra (bandiera) | C     | Lauren Thomas             |
| 47 | Danimarca (bandiera)   | C     | Karoline Olesen           |